# Manulea florifera
Manulea florifera är en flenörtsväxtart som beskrevs av O.M. Hilliard och B.L. Burtt. Manulea florifera ingår i släktet Manulea och familjen flenörtsväxter. Inga underarter finns listade i Catalogue of Life.